# Oreolalax rhodostigmatus
Oreolalax rhodostigmatus é uma espécie de anfíbio da família Megophryidae.
É endémica da China.
Os seus habitats naturais são: regiões subtropicais ou tropicais húmidas de alta altitude, nascentes de água doce, sistemas cársticos interiores e cavernas.
Está ameaçada por perda de habitat.